# Båtgrav

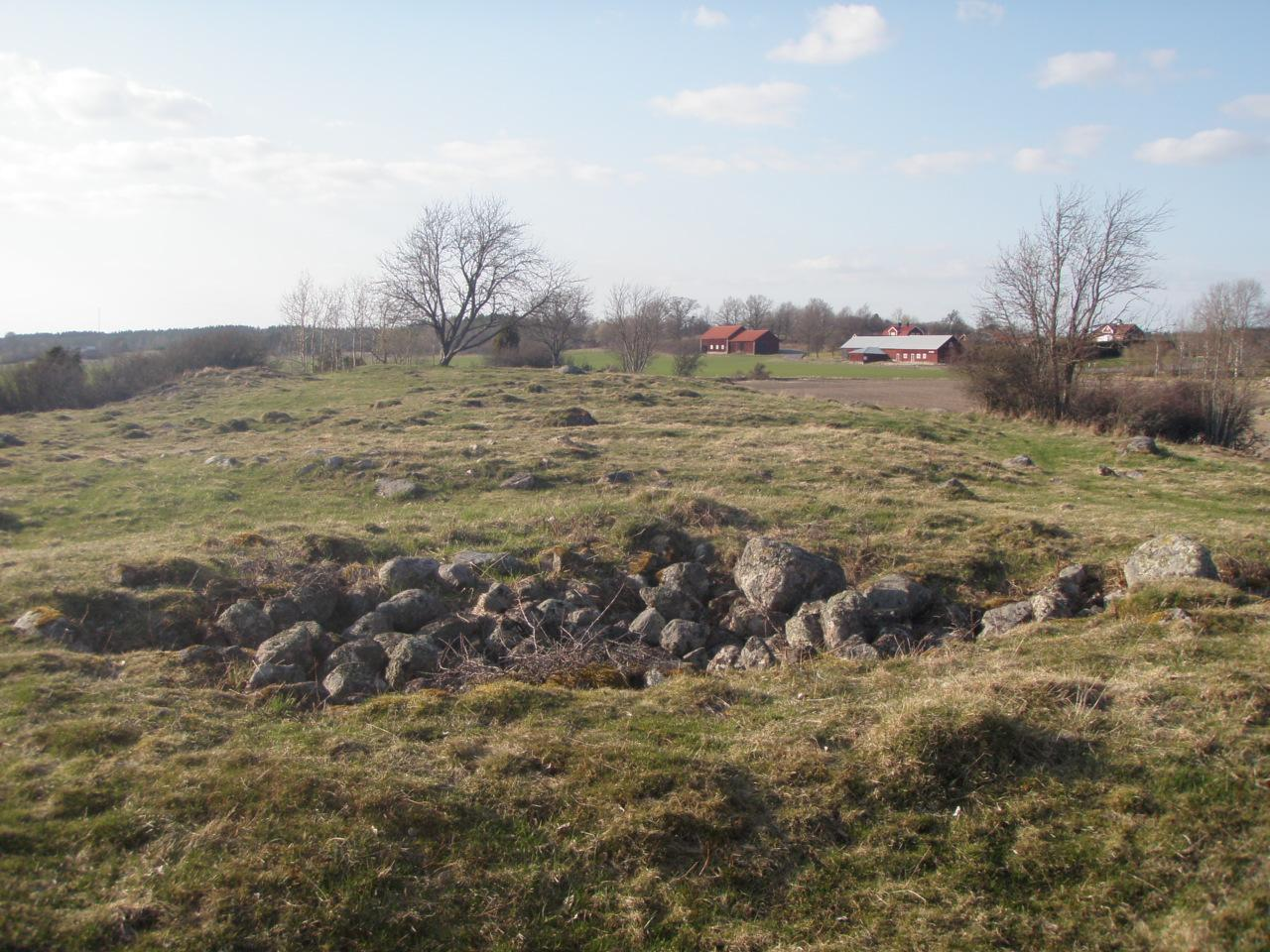
Båtgrav på gravfältet i Skamby, Östergötland.

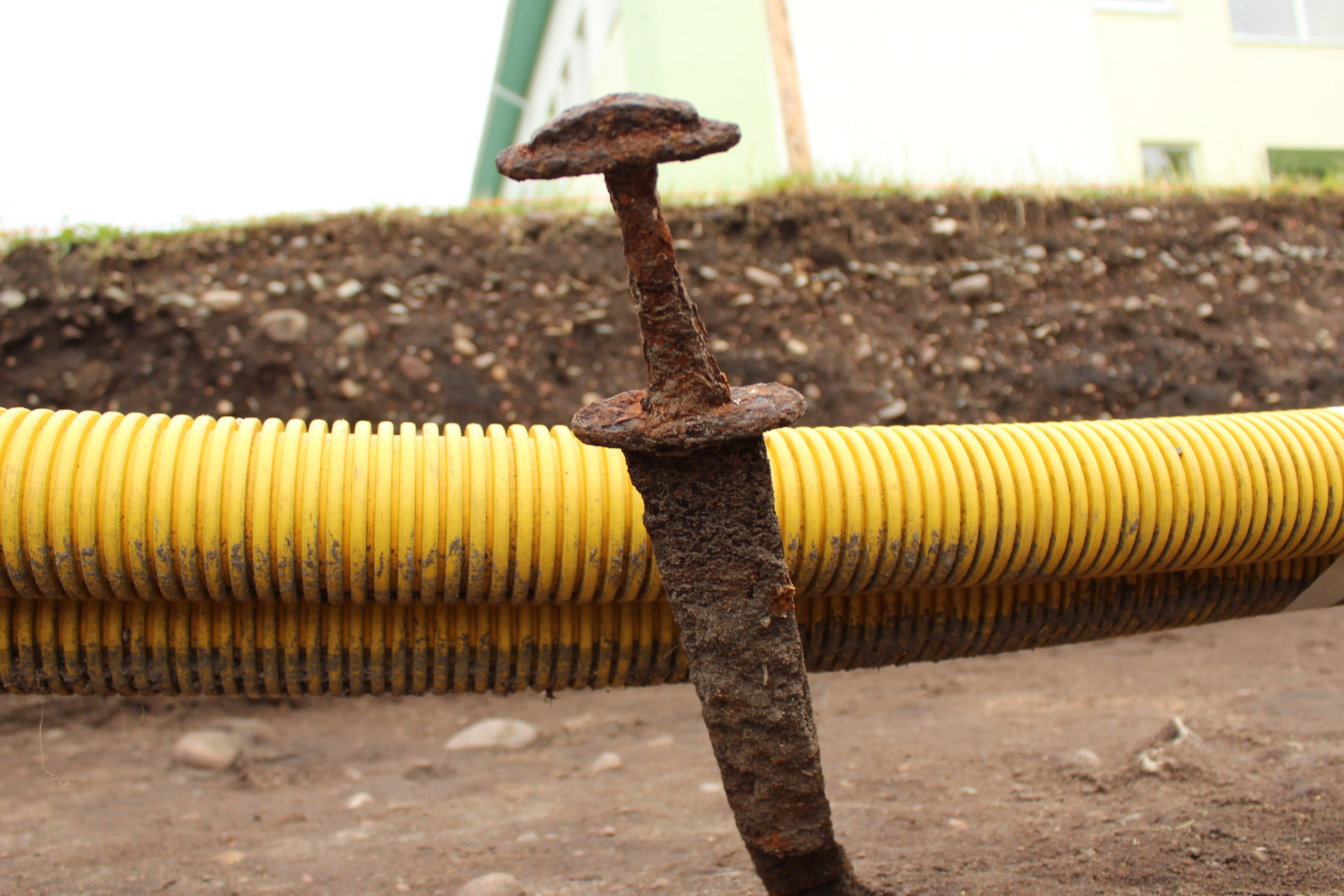
Ett svärd från skeppsgraven i Salme på Ösel.

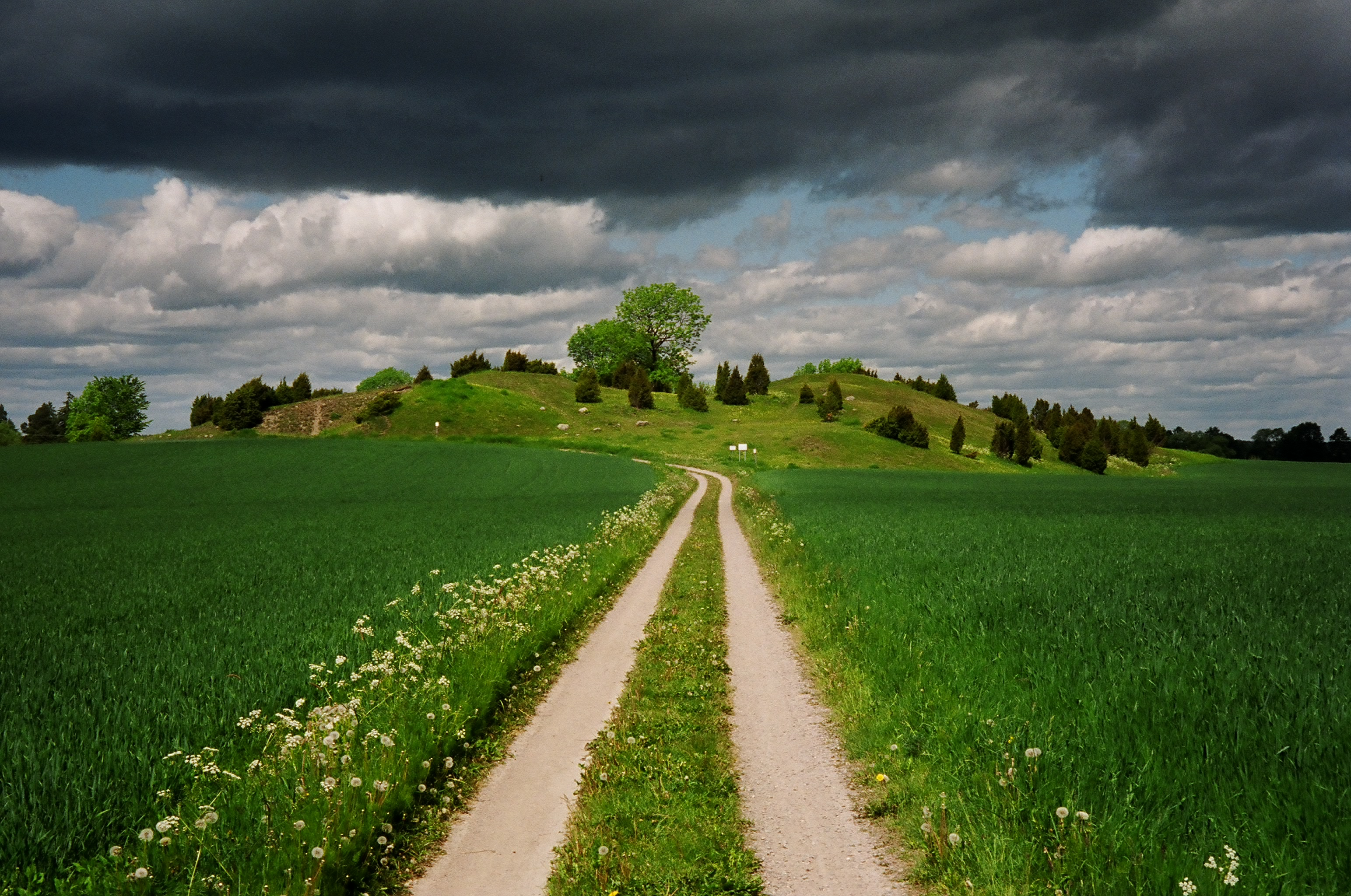
Valsgärde båtgravfält, Uppsala

Båtgravar är en förhistorisk gravtyp som till skillnad från skeppssättningar och båtformade stensättningar karakteriseras av att hela små träbåtar begravts med den döde. Båtgravar under järnåldern användes främst i norra och nordvästra Europa. Utanför Norden finns båtgravar framför allt i England (se Sutton Hoo) och betraktas då ofta som ett tecken på skandinaviska kontakter, men det är en förenklad bild. Seden att begrava i båtar tog sin början i slutet av romersk järnålder. Båtgravar som gravskick användes sedan in i vikingatid.
Båtgravar har hittats i sydvästra Finland och på Åland, samt på ön Ösel i Estland. Båtgravar är också kända från östra Mellansverige och Östergötland, men de är färre i södra Sverige. Det finns också båtgravar i Danmark, på öarna och på Jylland. Flera gravar har hittas vid norska ostkusten och på båda sidorna av Oslofjorden. Vidare har fynd gjorts på Island, i Storbritannien och i Bretagne. Österut har båtgravar från vikingatiden hittats i Ryssland, Vitryssland och Ukraina. Båtgravarna österut har framför allt hittats i närheten av Ladogasjön och utmed floderna Dnjepr och Volga.
Trots gravtypens stora spridning är det framför allt Norges kustområde och Mellansverige som har flest båtgravar. Spridningen av seden att begrava i båt förklaras troligen genom att sedan spreds med handel och befolkningars kolonisation i nya områden.
Båtgravarna hör med få undantag till vendeltiden och vikingatiden. De är ovanliga: tidens typiska gravskick var i stället kremering med gravsättning under hög eller stensättning. I sådana brandgravar hittas ibland stora mängder klinknitar i järn, vilket förmodligen också är rester av båtar. Men ordet "båtgrav" brukar i regel underförstått beteckna obrända gravar.

## Svenska båtgravar
De svenska båtgravfälten har blivit mycket omtalade eftersom gravgåvorna dels ofta är ovanligt rika och dels i regel är ovanligt välbevarade jämfört med vanliga brandgravar.
Hittills är endast elva svenska gravfält med minst två båtgravar kända:
- Båtgravfältet i Vendel, Uppland (fjorton båtgravar utgrävda)
- Valsgärde i Gamla Uppsala sn, Uppland (femton båtgravar utgrävda)
- Gamla Uppsala prästgård, Uppland (sex båtgravar: fyra utgrävda ca 1970, två 2019)[5]
- Ultuna i Bondkyrko socken, Uppland (två båtgravar utgrävda)
- Tuna i Alsike socken, Uppland (tio till tolv båtgravar utgrävda)
- Tuna gravfält i Badelunda socken, Västmanland (åtta båtgravar utgrävda, samtliga kvinnogravar). En av dessa är Tunabåten.
- Norsa i Köpings sn, Västmanland (femton båtgravar synliga, en utgrävd).
- Sala stad, Västmanland (fyra båt- och kistgravar utgrävda)
- Skamby i Kuddby församling, Östergötland (tio båtgravar synliga, en utgrävd 2005)[6]
- Norra Berga i Mjölby sn, Östergötland (tio båt- och kistgravar synliga, ingen utgrävd)
- Malm i Styrstad sn, Östergötland (tre båtgravar synliga, ingen utgrävd)[7]

Därtill kommer flera enstaka båtgravar med något vidare geografisk spridning i Sverige (Södermanland, Småland, Öland, Blekinge), varav båtgraven på Öland är rikt utrustad.